# El salvavidas
El salvavidad es una película-documental de la directora chilena Maite Alberdi, estrenada en octubre de 2011 en el Festival Internacional de Cine de Valdivia. Es el primer largometraje de Alberdi.
La película se centra en Mauricio Rodríguez, un salvavidas del litoral central que se asume el mejor en su oficio, dado que nunca se mete al agua. Para lograr esto y evitar situaciones de riesgo, crea reglas estrictas que generan conflictos con los veraneantes.

## Sinopsis
Mauricio, el salvavidas, ama el orden. Cree que el mejor en su oficio es aquel que nunca se mete agua porque aplica medidas preventivas para evitar que los bañistas se ahoguen. El problema es que los veraneantes no quieren escuchar sus reglas, en sus vacaciones sólo desean olvidar cualquier tipo de norma. Así en la playa más peligrosa de Chile, nadie quiere respetar a Mauricio, y él no está dispuesto a arriesgarse por quienes no le hacen caso. “El salvavidas” es un retrato social a puertas abiertas, donde todos se miran sin tapujos, compartiendo espectáculos y tragedias.

## Premios
La película ha obtenido los siguientes reconocimientos.

### Festival Internacional de Cine de Valdivia
| Año  | Competencia                            | Premio                                         | Resultado |
| ---- | -------------------------------------- | ---------------------------------------------- | --------- |
| 2013 | Premio Nuevo Talento                   | DocsBarcelona, España                          | Ganadora  |
| 2013 | Mejor Dirección Documental             | Premio Altazor, Chile                          | Ganadora  |
| 2013 | Mejor Documental                       | Cinéma Tropical, Estados Unidos                | Ganadora  |
| 2012 | Mención Especial del Jurado            | Festival de Guadalajara, México                | Ganadora  |
| 2012 | Mejor Documental                       | Festival de Cine Documental de Coquimbo, Chile | Ganadora  |
| 2012 | Premio TLT                             | Rencontres de Toulouse, Francia                | Ganadora  |
| 2012 | Mención Especial del Jurado            | Antofadocs, Chile                              | Ganadora  |
| 2011 | Competencia Largometraje Internacional | Premio del Público                             | Ganadora  |
| 2011 | FIC VALDIVIA                           | Premio VTR                                     | Ganadora  |

## Festivales[5]
- IDFA, Holanda (Premier mundial) 2011.

- Doxa Documentary Film Festival, Canadá 2012.

- Rencontres des Cinémas d’ AmériqueLatine, Francia 2012.

- Galway Film Fleadh, Irlanda 2012.

- Festival Internacional de Cine en Guadalajara, México 2012.

- Era New Horizons International Film Festival, Polonia 2011.

- Edinburgh International Film Festival, Inglaterra 2012.

- Docs Barcelona, España 2012.

- Festival de Cine de Valdivia, Chile 2011.

- Bafici, Argentina 2012.

- EDOC, Encuentros del Otro Cine Internacional, Ecuador 2012.

- Women’s International Film Festival in Chennai, India 2012.

- Festival del Cinema Africano, d’ Asia e America Latina, Italia 2012.

- New Zealand Film Festival Trust, Nueva Zelanda 2011.

- Latin American Film Festival, Holanda 2012.

- Full Frame Documentary Film Festival, Estados Unidos 2012.

- Festival de Cine Latino de Biarritz, Francia 2012.

- FIDOCS, Chile 2012.